# Aristídis Móschos
Pour les articles homonymes, voir Moschos (homonymie).
Aristídis Móschos (en grec moderne : Αριστείδης Μόσχος, né en 1930 à Agrínio - mort le 8 novembre 2001) était un musicien, compositeur et arrangeur grec, maître de santouri.
Il a fondé en 1985 l'École populaire de musique traditionnelle (Laïkó Scholío) à Athènes, où il enseignait le santouri afin de le préserver. Sa pédagogie a donné d'excellents résultats, notamment auprès des enfants. Aretí Ketimé y a été son élève.

## Discographie
- Great Solos 3. Santouri.,
- S’agapo yiati eise orea (I love you because you are fine),
- Dulcimer Journeys,

Aristides Moschos &  the “Laiko Skoleio” :
- Paradhosiakis Mousikis,

## Liens
- Ressources relatives à la musique :   - AllMusic
  - Discogs
  - MusicBrainz
- Ressource relative à l'audiovisuel :   - IMDb
- Notices d'autorité :   - VIAF
  - ISNI
  - IdRef
  - LCCN
  - WorldCat
- (en) Pédagogie musicale